# Reggae party
Reggae party è  il secondo album in studio dei Sud Sound System, pubblicato dall'etichetta Royality Records nel 1999.

## Tracce
1. Intro (Sciamu moi) (Don Rico) – 1:21
2. Na sciurnata bona (Treble, Don Rico, Terron Fabio) – 4:30
3. Suntu ieu (Papa Gianni) – 3:57
4. Reggae party (Don Rico & Terron Fabio) – 3:50
5. Brutalità per amore (Don Rico, Papa Gianni, Terron Fabio) – 6:20
6. Statte cu mie (Nandu Popu, Treble, Papa Gianni, Don Rico) – 5:30
7. Musica comu mare (Treble & Don Rico) – 4:59
8. Coscienza pe li vagnuni (Treble & Don Rico) – 3:26
9. Nu pe sciocu (Terron Fabio & Nandu Popu) – 4:20
10. Se precia (Don Rico, Terron Fabio, Nandu Popu) – 3:29
11. Cerca intra lu core (Non sei sola) (Bunna, Treble, Terron Fabio, Don Rico, Nandu Popu, Papa Gianni) – 4:48
12. Lento (Papa Gianni, Treble, GgD) – 4:25
13. Loro non capiranno (Don Rico, Nandu Popu, Terron Fabio, Gopher, Treble) – 5:22